# 久加久
久加久是商源集团旗下的一个渠道品牌，在浙江省设有一百多家专卖店。
久加久连锁股份有限公司 隶属于商源控股集团，正式成立于2011年，目前已经形成久加久连锁、商超、电商三大核心渠道。
久加久连锁，注册资金1.5亿元，覆盖酒水销售全渠道的经营管理模式，100多家连锁门店（未来三年内目标1000家加盟店），与近20个国内外知名酒水品牌保持长期稳定的合作关系。

## 外部連結
- 久加久.tmall.com （页面存档备份，存于）